# Église Saint-Pierre de Pellenberg
L'église Saint-Pierre (en néerlandais : Sint-Pieterskerk) est une église de style roman et classique située à Pellenberg, section de la commune belge de Lubbeek, dans la province du Brabant flamand.

## Historique
On ne sait rien de la fondation de l'église primitive dédiée aux saints Pierre et Servais. 
Une église romane a été construite à Pellenberg vers 1200, mais il n'en reste que la tour occidentale.
À cause de la situation en hauteur de Pellenberg dont le clocher offrait un point de vue idéal pour les militaires, le village fut ravagé par la guerre à plusieurs reprises,. Durant la Révolution française, après la défaite des Français à la bataille de Neerwinden en mars 1793 et la fuite du général en chef Dumouriez, le général de Miranda conduisit son artillerie sur les hauteurs de Pellenberg d'où il bombarda la route de Tirlemont à Louvain, arrêtant ainsi l'armée autrichienne.
L'église a été reconstruite en style classique en 1780,.

## Statut patrimonial
L'église est son cimetière sont classés comme monument historique depuis le 12 octobre 1994, sous la référence 978 et figurent à l'inventaire du patrimoine immobilier de la Région flamande sous la référence 42661.
Par ailleurs, l'église et son cimetière sont classés comme site depuis la même date, sous la référence 980.
Enfin, l'orgue qu'abrite l'église est classé depuis le 7 octobre 1981, sous la référence 975.

## Architecture
À l'ouest, l'église présente une tour en grès de style roman, érigée vers 1200. 
La tour présente sur plusieurs niveaux des bandes alternées de calcaire blanc et de grès ferrugineux avec, sur le mur ouest, un oculus traité en entonnoir et réalisé dans les même matériaux. Au-dessus de cet oculus, le mur présente une meurtrière aujourd'hui murée avec des briques rouges et flanquée d'ancres de façade. Les blocs de grès rouge se font plus rares dans la partie haute de la tour, juqu'à disparaître complètement au dernier étage qui est postérieur aux destructions de la Première Guerre mondiale. Percé de baies campanaires à abat-sons, cet étage est surmonté d'une haute flèche en ardoises.
À droite de la tour se situe le porche d'entrée de style classique en pierre bleue, composé de piédroits moulurés terminés par des impostes qui portent un arc en plein cintre marqué d'une clé saillante.
Les bas-côtés en briques sont sommés de chaque côté de quatre fenêtres semi-circulaires de style classique à encadrement de pierre blanche, placées en hauteur.
L'église se termine à l'est par un chevet polygonal en briques doté de chaînages d'angle en pierre blanche et percé d'une grande fenêtre semi-circulaire à encadrement de pierre blanche, placée en hauteur.

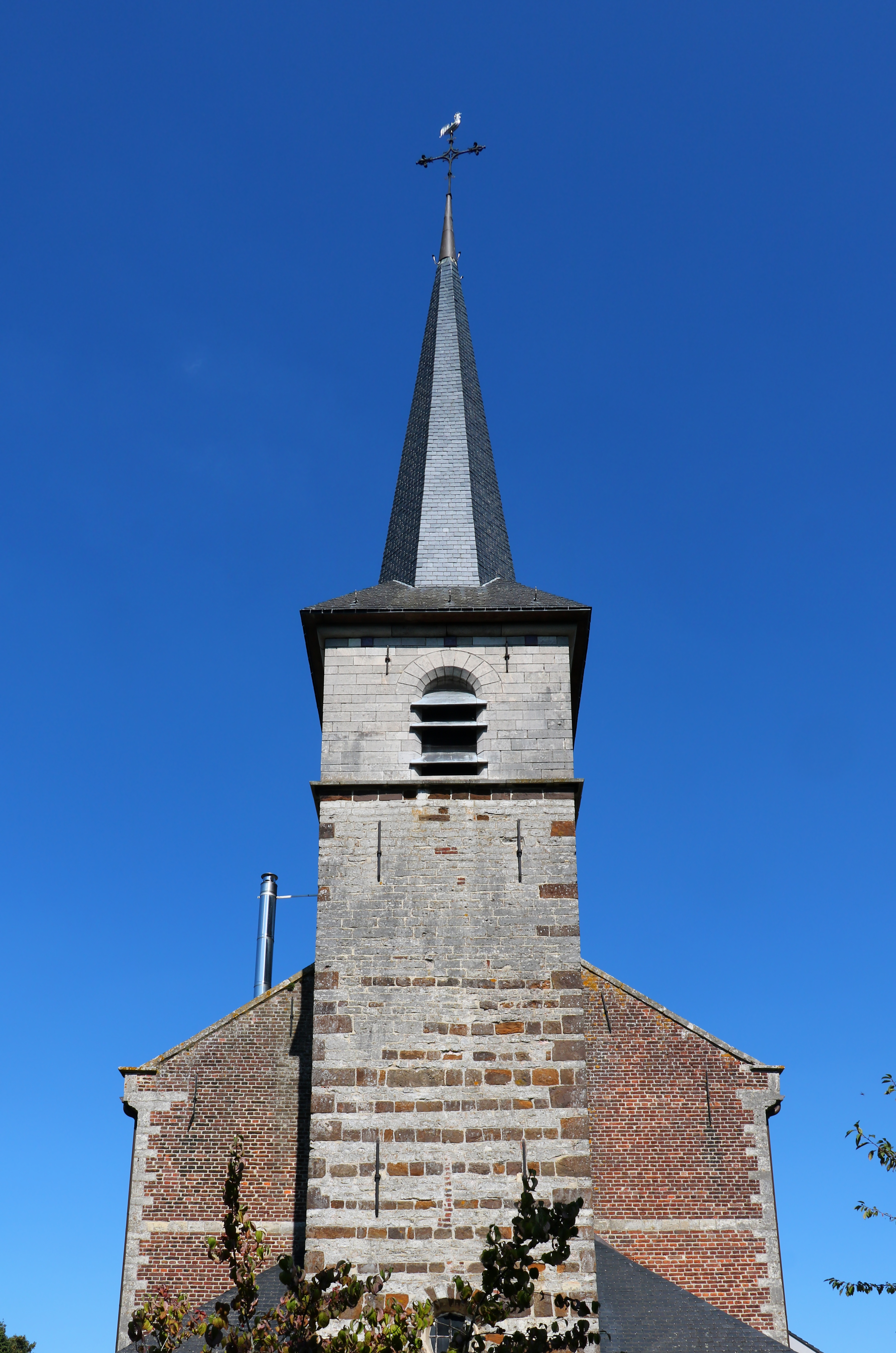
Clocher roman.
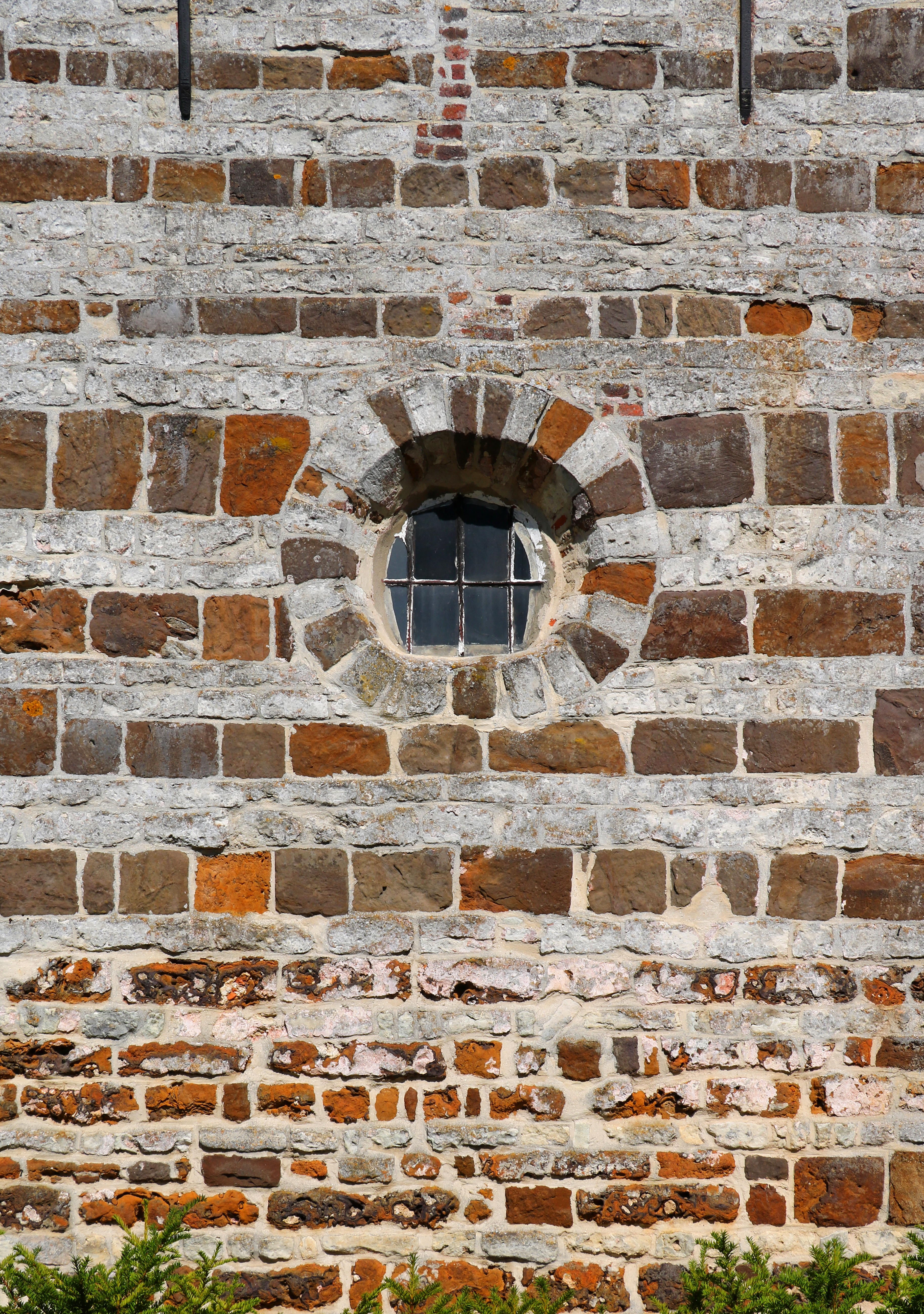
Oculus en grès.
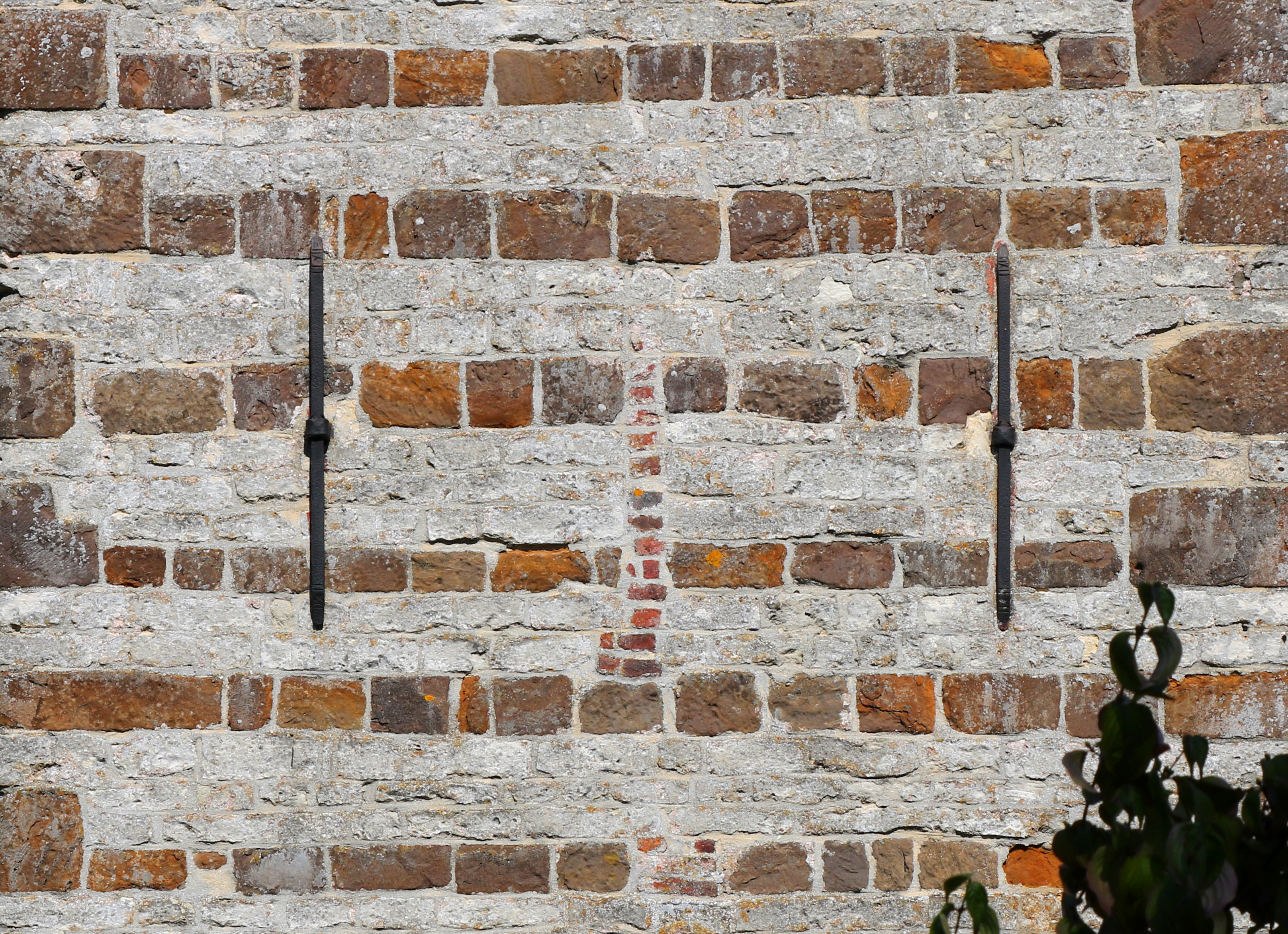
Meurtrière murée.
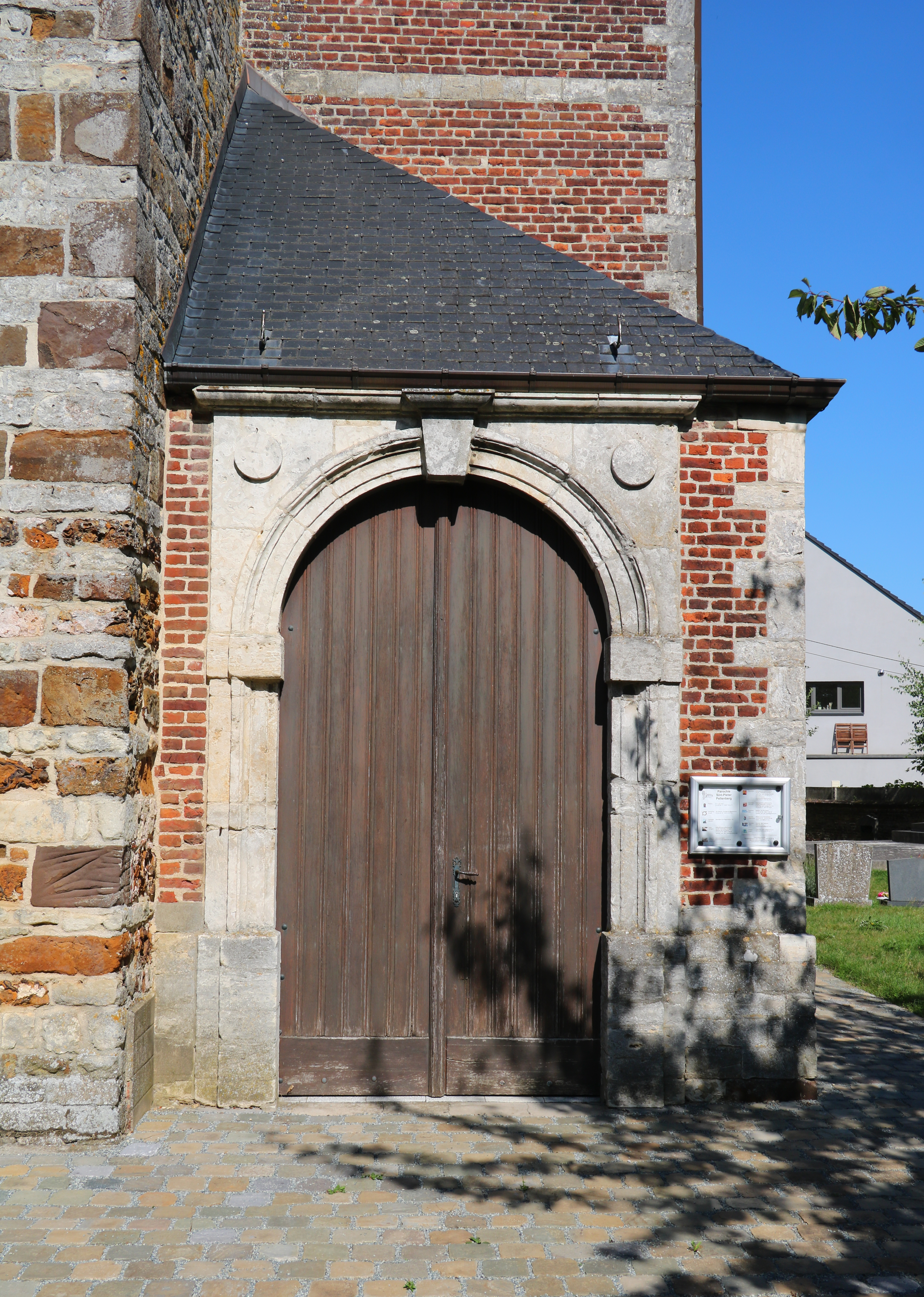
Portail classique.
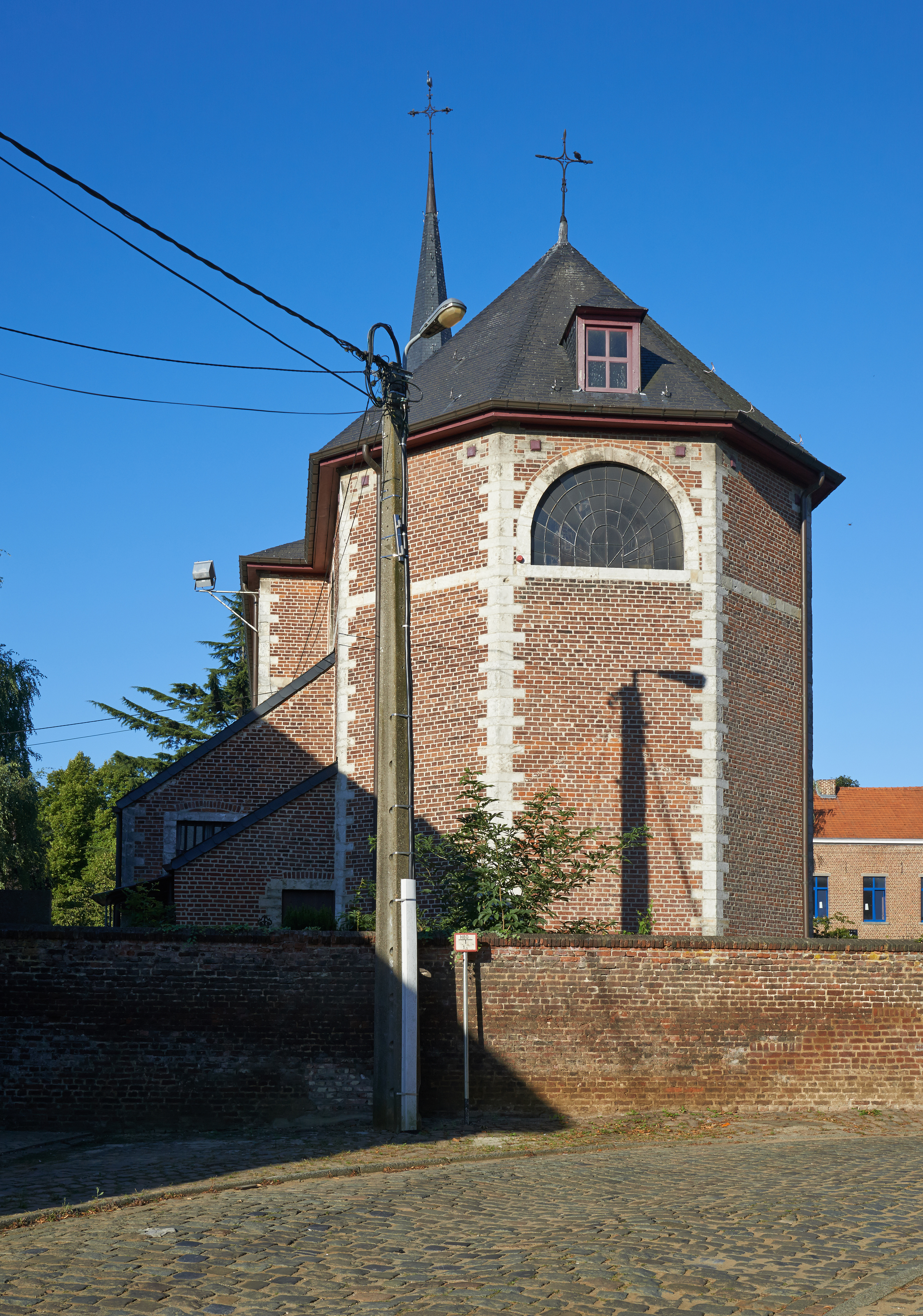
Chevet polygonal.

## Patrimoine
À l'intérieur, l'église abrite un orgue classé depuis 1981.
L'église a abrité jadis la pierre tombale de Renier, seigneur d'Udekem, Pellenberg et Lubbeek, mort en 1250, et de sa femme Laurette de Perwez, morte en 1254 : un dessin réalisé en 1602 par un notaire de Louvain montre le chevalier couché, les mains jointes avec, au bras gauche, son bouclier peint aux armes d'Udekem et, à ses pieds, son casque et son gantelet. À ses côtés, Laurette de Perwez est représentée vêtue d'un manteau à col d'hermine.